# Willa ''Dalmacja'' w Milanówku
Willa "Dalmacja" – willa położona w Milanówku przy ul. Spacerowej 16, zbudowana ok. 1934 roku. W dniu 27 maja 1991 roku została wpisana do rejestru zabytków pod numerem A-1487. Pozostaje w rękach prywatnych i służy celom mieszkalnym (stan na maj 2020 r.). 